# ادبلو
| ادبلو- AdBlue    | ادبلو- AdBlue                                                 |
| ---------------- | ------------------------------------------------------------- |
|                  |                                                               |
| مشخصات و اطلاعات |                                                               |
| نام مرسوم        | ادبلو - Adblue                                                |
| نام‌های قابل توجه | ادبلو، AUS32Diesel Exhaust Fluid, AUS, (exhaust fluid\|بیشتر) |
| شکل ظاهری        | محلول زلال فاقد کریستال                                       |
| دمای انجماد      | ۱۱- درجه سانتی‌گراد                                            |
| حلالیت در آب     | قابل امتزاج به هر نسبت                                        |
| چگالی            | ۱۰۸۹ کیلوگرم در متر مکعب در دمای ۲۰ درجه سانتی‌گراد            |
|                  |                                                               |

ادبلو یا مایع اگزوز دیزل (Diesel Exhaust Fluid DEEF) که در ایران و اروپا به نام ادبلو Adblue معروف است و براساس استاندارد ISO 22241 می‌باشد یک محلول اوره می‌باشد که از ۳۲٫۵٪ اوره خالص (AUS 32) و ۶۷٫۵٪ آب دیونایز تشکیل گردیده است. 

ادبلو به‌طور گسترده در خودروهای دیزل یورو ۵ و یورو ۶ مورد استفاده دارد. این محلول یک مایع مصرفی در قسمت کاتالیست انتخابی (Selective Catalytic Reduction-SCR) خودروهای دیزل بوده و میزان گازهای سمی اکسیدهای نیتروژن NOx را به میزان بسیار زیاد کاهش می‌دهد.
انجمن خودروسازان آلمان یا VDA نام تجاری ادبلو را کنترل و مدیریت کرده‌است.

## شرح عملکرد
در موتورهای دیزل برای اطمینان از احتراق کامل و جلوگیری از خروج هیدروکربن‌های نسوخته می‌توان از نسبت هوا به سوخت رقیق lean burn (اوور استوکیومتریک) (overstoichiometric) استفاده نمود. افزایش میزان اکسیژن در مخلوط هوا و سوخت لزوماً باعث تولید اکسیدهای نیتروژن (NOx) می‌گردد که جزء آلاینده‌های سمی محسوب می‌گردند و از عوامل اصلی بارانهای اسیدی است. به همین دلیل سیستم کاتالیست انتخابی (Selective Catalytic Reduction-SCR) در موتورهای دیزل برای کاهش میزان اکسیدهای نیتروژن (NOx) ناشی از احتراق استفاده می‌گردد. محلول ادبلو که در مخزن اختصاصی در خودرو نگهداری می‌گردد در گازهای خروجی حاصل از احتراق در مسیر اگزوز تزریق شده و پس از تبخیر به آمونیاک و دی‌اکسید کربن تجزیه می‌گردد. در کاتالیست سیستم SCR گازهای NOx در مجاورت کاتالیست با آمونیاک (NH3) واکنش داده و به آب و نیتروژن (N2) تجزیه می‌گردد که هر دو آن‌ها بی ضرر بوده و از اگزوز خارج می‌شوند.

### مشخصات فیزیکی و شیمیایی
شکل ظاهری: محلول زلال فاقد کریستال
بو: بدون بو
دمای انجماد: ۱۱- درجه سانتی‌گراد
خاصیت انفجاری: فاقد خاصیت انفجاری
حلالیت در آب: زیاد
چگالی: ۱۰۸۹ کیلوگرم در متر مکعب در دمای ۲۰ درجه سانتی‌گراد
شرایطی که از آن باید جلوگیری شود.
دمای پایین‌تر از دمای کریستالاسیون.
در دماهای بالاتر از ۴۰ درجه سانتی‌گراد احتمال هیدرولیز اوره و تشکیل آمونیاک و دی‌اکسید کربن وجود دارد.
ظروف نگهداری: پلی اتیلن با چگالی بالا (HDPE)، پلی اتیلن با چگالی پایین (LDPE)، استینلس استیل بر اساس استانداردهای DIN EN 10088-1 تا EN 10088-3

### اطلاعات سم‌شناسی
اطلاعات سمیت: LD50 (oral, rat)> 15.000 mg/kg
تحریک پوستی: خیر
تماس با پوست: ناحیه در تماس با محلول با آب و صابون شستشو شود.
تحریک چشم: خیر
تماس باچشم:چشم را بامقدار زیادی آب تامدت۱۵ دقیقه شستشو داده و درصورت ادامه داشتن سوزش، به پزشک مراجعه گردد.

### مشخصات فیزیکی
شکل ظاهری: زلال و فاقد کریستال
حلالیت: بسیار بالا در آب
چگالی: محلول ۱۰۸۹ کیلوگرم در مترمکعب در دمای ۲۰ درجه سانتی گراد است.
کاهش مصرف سوخت تا ۶ درصد و جبران هزینه خرید گالن ادبلو
کاهش NoX در گازهای خروجی از موتور دیزل
مطابق با استانداردهای Euro 4,5،6 و ISO2224-1,2
دوستدار و سازگار با محیط زیست
غیرقابل اشتعال و غیر سمی
نقطه انجماد -۱۰ درجه سانتی گراد
کارایی: افزایش قدرت موتور در صورت استفاده نکردن کاهش قدرت موتور
مقدار مصرف: ۴ الی ۶ لیتر برای ۱۰۰ لیتر گازوئیل
بو: بدون بو 

دمای کریستال: ۱۱- درجه سانتی‌گراد 

خاصیت انفجاری: فاقد خاصیت انفجاری 
 

### شرایط نگهداری
مطابق با جدول ذیل شرایط نگهداری در دماهای مختلف متغییر است 
طبق استاندارد بین المللی   iso 22241-1  &  iso 22241-2 & iso 22241-3
سیستم SCR نسبت به ناخالصی‌های موجود در محلول ادبلو بسیار حساس بوده و به همین دلیل در آن از آب و اوره استفاده می‌گردد. محلول ادبلو بی‌رنگ و شفاف می‌باشد. ادبلو سمی نبوده و نیاز به تمهیدات خاص برای حمل و نگهداری نخواهد داشت.
طول عمر این محلول کاملاً وابسته به شرایط نگهداری می‌باشد، با این حال عمر تقریبی آن حدود ۱۸ ماه پس از تولید می‌باشد. دما مهم‌ترین عامل در طول عمر این محلول بوده و نگهداری در محل خشک و خنک، با تهویه مناسب و به صورت دربسته از اهمیت بالایی برخوردار است.
این محلول نباید زیر نور مستقیم آفتاب قرار گیرد. 

ادبلو نباید در مجاورت اکسیدکننده‌های غلیظ، اسیدها، نیترات‌ها و نیتریدها قرار گیرد.
ادبلو در یک مخزن اختصاصی در خودرو نگهداری شده و یک سیستم هوشمند مدیریت میزان پاشش ادبلو را به عهده دارد. میزان پاشش ادبلو بستگی به میزان گازهای NOx گازهای خروجی ناشی از احتراق که توسط سنسورها اندازه‌گیری می‌شود دارد. اما عموماً میزان مصرف ادبلو در خودروهای دیزل حدود ۲ تا ۶ درصد حجم مصرفی گازوییل می‌باشد، البته با توجه به مشکلات سوخت دیزل موجود در ایران که منجر به تولید گازهای NOx بیشتری در گازهای حاصل از احتراق می‌گردد، این میزان توسط سنسورهای NOx نیز شناسایی شده و بر این اساس نیز سیستم کنترل SCR میزان بیشتری از محلول ادبلو را برای کاهش این آلاینده تزریق می‌کند، به همین دلیل گزارش‌های تأیید نشده‌ای مبنی بر مصرف تا حدود ۱۵ درصد مصرف سوخت نیز با سوخت دیزل ایران گزارش گردیده است.
به‌طور کلی کشنده‌های متداول در ایران تقریباً در هر ۱۰۰ کیلومتر ۳۰ لیتر گازوییل و بین ۱٫۵ تا ۴٫۵ لیتر ادبلو مصرف می‌کند که این مقادیر به نوع خودرو و نوع سوخت مصرفی و شرایط کارکرد موتور بستگی زیادی دارد. البته باید در نظر داشت که در واقع استفاده از سیستم SCR و ادبلو عملاً نه تنها هزینه‌ای بر دوش دارندگان این خودروها نخواهد گذاشت بلکه استفاده از این سیستم در خودروهای جدید علاوه بر کاهش بسیار زیاد در میزان آلودگی هوا باعث کاهش حدود ۵ درصدی میزان گازوییل می‌گردد که از نظر اقتصادی نیز به صرفه می‌باشد.
یک سیستم کنترل الکترونیکی که مجهز به سنسورهای میزان NOx قبل و بعد از کاتالیست، سنسور سطح ادبلو و … می‌باشد بر اساس شرایط کارکرد موتور نظیر دور موتور، میزان آلودگی گازهای اگزوز و دمای کاری موتور میزان ادبلو را مشخص می‌کند. 

ادبلو در ایران در بسته‌های بیست و دویست لیتری بر اساس استاندارد ISO 22241 تولید و توزیع می‌گردد؛ ولی در برخی کشورهای اروپایی و آمریکا ایستگاهایی در پمپ بنزین‌ها برای عرضه ادبلو وجود دارد. در ایران هنوز استانداردی ملی برای این محصول تدوین نگردیده است با این حال اقداماتی جهت تدوین استاندارد ملی ادبلو توسط شرکت‌های تولیدکننده در حال انجام می‌باشد.

## نکات ایمنی و بهداشتی
- ادبلو خوراکی نیست بی‌رنگ اما غیر سمی و غیرقابل اشتعال است
- در صورت مصرف خوراکی سریعاً شخص باید استفراغ نماید و به پزشک مراجعه نماید
- در صورت استنشاق، اتفاقی نمی‌افتد اگر علائم سوزش بینی و گلو دیده شد مدتی ترک محیط انجام شود
- ممکن است بوی تند شبیه آمونیاک داشته باشد با این حال کاملاً بی ضرر است.
- به هیچ عنوان محلول ادبلو نباید با ضدیخ یا مواد افزودنی دیگر تر کیب شود(((هشدار))) صدمه به SCR
- در صورت یخ زدن محلول در دمای زیر ۱۱- درجه اگر محلول نشست نکرده و کریستال نشده باشد آن را در مجاورت اگزوز یا دمای اتاق قرار داده تا مجدداً قابل استفاده باشد.
- اجتناب از خرید ادبلوی غیر استاندارد چون فرایند تولید در یک دمای خاص و حرفه‌ای می‌باشد
- محل نگهداری باید خشک –خنک – دارای تهویه و دور از نور خورشید باشد
- عمر مفید محلول در صورت نگهداری با شرایط فوق تا ۱۸ ماه است
- در صورت نشت و جذب با مواد دیگر تنها با آب معمولی شستشو شود (آب زیاد)
- محل نگهداری ظروف فلزی ممنوع است مخصوصاً برنج و مس خورندگی دارند
- مواد مورد تأیید برای نگهداری مواد با چگالی بالا پلی اتیلن
- هشدار گالن‌های ادبلو فقط برای یک مرتبه استفاده ساخته شده‌اند به هیچ عنوان محلول ادبلو را در گالنی که یکبار استفاده شده به کار نبرید
- از پر کردن باک سوخت وسیله نقلیه با این محصول جداً خود داری نمایید.
- از تماس با پوست و چشم جلوگیری شود (ادبلو غیر سمی است)
- در صورت کار طولانی با محصول استفاده از دستکش و عینک توصیه می‌شود (ترجیحاً بعد از کار با محصول دستها با آب و صابون شسته شود

## آب مخصوص ادبلو
آب مورد استفاده باید توسط فیلترهای مخصوص رسوب زدایی شده و بعد از طی مراحل مختلف عبور از دستگاه‌های مخصوص این کار، خروجی آن با استاندارهای ISO2224-1 برابر باشد لازم به توضیح است میزان فسفات، آهن، مس، آلدهید و و … می‌بایست با استاندارد مرجع برابر و حتی کمتر باشد

## فیلتراسیون ادبلو
در فرایند تولید محلول ادبلو به‌کارگیری فیلترهای مخصوص در کارخانجات تولیدی و دستگاه‌های مجهز به تغییرات واکنش شیمیایی محلول بسیار الزامی است.

## گالن ادبلو (الزامات موجود در استاندارد بین المللی ISO 22241-3)
گالن‌ها و مخازن نگهداری ادبلو باید بسیار هوشمندانه طراحی شوند. در اروپا مخصوصاً اولین کشور تولیدکننده آلمان مخازن مخصوص فولاد ضد زنگ درپمپ بنزینها تعبیه شده‌است یا در گالن‌های باکیفیت با پلمپ دقیق بدون روزنه رسیدن هوا در اختیار رانندگان قرار می‌گیرد قابل توجه است فرایند بسته‌بندی وکیوم با دستگاه‌های تمام اتوماتیک صورت می‌گیرد.

## بایدها
در هنگام خرید و استفاده به استاندارد بودن آن توجه گردد. 

از تماس و ترکیب هر گونه مواد نظیر سوخت، آب، روغن، گرد و غبار، شوینده‌ها با محلول خودداری گردد. 

از تجهیزات اختصاصی برای نگهداری و پرکردن باک AdBlue استفاده گردد. 

برای تضمین ۱۸ ماه زمان استفاده، محلول باید در دمای پایینتر از ۳۰ درجه سانتی‌گراد نگهداری گردد. 

برای جلوگیری از تشکیل کریستال محلول باید در دمای بالاتر از ۱۱- درجه سانتی‌گراد نگهداری گردد. 

تعویض مرتب فیلتر (SCR) در دوام خودرو نقش بسزایی دارد
ترجیحاً از یک صافی مانند قیف که دارای شبکه‌هایی از سیم یا نخ باشد برای تخلیه ادبلو در مخزن استفاده نمایید
از تماس و ترکیب هر گونه مواد نظیر سوخت، آب، روغن، گرد و غبار، شوینده‌ها با محلول خودداری گردد
از تجهیزات اختصاصی برای نگهداری و پرکردن باک ادبلو استفاده گردد
تذکر: (در صورت یخ زدن و تشکیل کریستال می‌توان محلول را به آرامی گرم کرده و هم زد و از آن استفاده نمود. تنها باید توجه گردد که هیچ کریستالی در محلول وجود نداشته باشد که باعث گرفتگی نازل شود). 

## نبایدها
- هشدار: هرگز سیستم مصرف ادبلو را قطع نکنید از جمله عواقب این کار کاهش قدرت موتور کثیف شدن SCR آلودگی محیط زیست، کاهش عمر مفید موتور و اگزوز، و خارج شدن از خدمات پس از فروش

از محصولات و سازندگانی که مدعی تولید AdBlue بوده ولی محلول اوره و آب تولید می‌کنند استفاده نکنید چرا که باعث آسیب دیدگی سیستم کاتالیست و نازل خواهد گردید. 

از محصولاتی که آرم AdBlue روی آن درج نشده‌است استفاده نکنید. 

AdBlue مکمل سوخت نبوده و به هیچ وجه نباید داخل مخزن سوخت ریخته شود چرا که باعث آسیب دیدگی موتور خواهد گردید. 

در صورت خالی بودن تانک AdBlue از روشن کردن موتور خودداری نمایید چرا که موتور توانی حدود نصف توان نامی خود را تولید خواهد نمود. به این لحاظ همیشه میزان مناسب از محلول را در خودرو همراه داشته باشید. 

محلول در معرض نور نگهداری نگردد. 

## فناوری اس سی آر (SCR)
فناوری «اس.سی. آر» بر پایه حذف آلاینده‌های گازهای خروجی موتور پس از احتراق سوخت و هوا می‌باشد. برای به‌کارگیری این فناوری نیاز به محلولی بنام «ادبلو» یا همان «آ یو اس ۳۲» می‌باشد که توسط آن ترکیبات آلاینده‌های حاصل از احتراق استفاده نموده و سایر فناوری‌های مشابه از نظر فنی و اقتصادی قابل رقابت با این فناوری نمی‌باشد بنابراین فناوری “اس. سی. آر» مقرون به صرفه‌ترین راه حل دستیابی به استانداردهای زیست محیطی یورو۵و ۶ خواهد بود و به این لحاظ به‌کارگیری آن روز به روز افزایش می‌یابد. اجزای اصلی این فناوری شامل کاتالیزورها، انژکتور ادبلو، سیستم کنترل، سیستم اندازه‌گیری و پاشش ادبلو می‌باشد محلول ادبلو که در مخزن اختصاصی خودرو نگهداری می‌گردد در گازهای خروجی حاصل از احتراق در مسیر اگزوز تزریق شده و پس از تبخیر به آمونیاک و دی‌اکسید کربن تجزیه می‌گردد.

در کاتالیست سیستم «اس.سی. آر» گازهای در مجاورت کاتالیست با آمونیاک واکنش داده و به آب و نیتروژن تجزیه می‌گردد و از اگزوز خارج می‌شوند. برای کارکرد صحیح و مؤثر سیستم «اس.سی. آر» خودرو، باید اطمینان حاصل کرد که فقط ادبلو به دلیل خالص و استاندارد بودن در مخزن ادبلو ریخته شود. استفاده از محصولات بی کیفیت و ناخالص موجب آسیب رسیدن به کاتالیست و سیستم انژکتور ادبلو خواهد شد. فناوری «اس.سی. آر» هم‌اکنون به عنوان یک فناوری مؤثر و کارآمدجهان در حال گسترش بوده و در خودروهای آینده نیز مورد استفاده قرار خواهد گرفت